# Villarmentero de Esgueva
Villarmentero de Esgueva é um município da Espanha na província de Valladolid, comunidade autónoma de Castela e Leão, de área 13,47 km² com população de 123 habitantes (2004) e densidade populacional de 9,13 hab/km².

## Demografia
| Variação demográfica do município entre 1991 e 2004 | Variação demográfica do município entre 1991 e 2004 | Variação demográfica do município entre 1991 e 2004 | Variação demográfica do município entre 1991 e 2004 |
| --------------------------------------------------- | --------------------------------------------------- | --------------------------------------------------- | --------------------------------------------------- |
| 1991                                                | 1996                                                | 2001                                                | 2004                                                |
| 138                                                 | 136                                                 | 118                                                 | 123                                                 |